# Encarsia brevivena
Encarsia brevivena är en stekelart som beskrevs av Hayat 1989. Encarsia brevivena ingår i släktet Encarsia och familjen växtlussteklar. Inga underarter finns listade i Catalogue of Life.